# چاسارتولتش
چاسارتولتِش (به مجاری:  Császártöltés) یک منطقهٔ مسکونی در مجارستان است که در ناحیه کیش‌کوروش واقع شده‌است. چاسارتولتش ۸۲٫۰۶ کیلومتر مربع مساحت و ۲٬۶۶۲ نفر جمعیت دارد.

## خواهرخوانده
شهر دگنهاوزرتال خواهرخواندهٔ چاسارتولتش هست.